# Thisted (plaats)
Thisted is een plaats in de Deense regio Noord-Jutland. De plaats telt 12.886 inwoners (2006) en is de hoofdplaats van de gelijknamige gemeente. Tot 1970 was het tevens de hoofdplaats van Thisted Amt.
Thisted ligt in de regio Thy op Vendsyssel-Thy, en heeft een haven aan de Limfjord. De plaatselijke voetbalclub is Thisted FC.

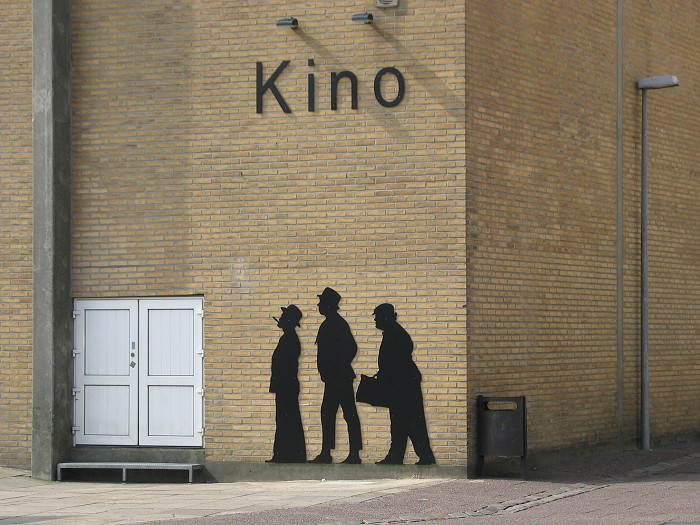
Silhouetten van de hoofdrolkarakters uit de serie Olsen-Banden films aan de muur van de bioscoop van Thisted.

## Geboren
- Jens Peter Jacobsen (1847-1885), schrijver
- Bent Larsen (1935-2010), schaker
- Yutte Stensgaard (1946), actrice
- Sara Bak-Briand (1982), langebaanschaatsster
- Mads Agesen (1983), voetballer
- Frederikke Thøgersen (1995), voetbalster